# Шаврин, Николай Васильевич
Никола́й Васи́льевич Ша́врин (7 января 1927, с. Ворошино[уточнить], Уярский район, Красноярский округ, Сибирский край — 10 августа 2016, с. Цибанобалка, Приморский сельский округ, Краснодарский край, Российская Федерация) — советский передовик производства, тракторист птицеводческого совхоза «Канский» Канского района Красноярского края, Герой Социалистического Труда (1971).

## Биография
Тракторист птицеводческого совхоза «Канский» Канского района Красноярского края.
В 1976 г. переехал в Белореченский район Краснодарского края. С 1981 г. проживал в селе Цибанобалка Анапского района, работал в совхозе «Джемете».

## Награды и звания
Герой Социалистического Труда (1971). Кавалер двух орденов Ленина и двух орденов Трудового Красного Знамени.